# Roy Meadow
Pour les articles homonymes, voir Meadow.
Samuel Roy Meadow (né en 1933) est un pédiatre britannique. Il est connu pour avoir pris position sur les parents maltraitants en ces termes : « une mort subite d'enfant est une tragédie, deux morts c'est suspect et trois c'est un meurtre, jusqu'à preuve du contraire. » Cette position a exercé une grande influence sur les services sociaux et les organismes de protection infantile en Angleterre.

## Biographie
En 1977 il introduit le syndrome de Münchhausen par procuration, parfois dénommé syndrome de Meadow, au sujet duquel il écrit plusieurs articles. 
Il est également l'auteur d'une série d'articles ABC of child abuse regroupés en 1997 dans un livre.  
Expert judiciaire depuis 1993 dans différents procès d'enfanticide présumé, il publie en janvier 1999 les résultats d'une recherche clinique sur 81 enfants décédés par une mort subite non-naturelle. 
Son témoignage joua au cours de l'un de ces procès judiciaires un rôle crucial dans la condamnation de Sally Clark pour meurtre. En 1999, cette dernière avait été reconnue coupable du meurtre de ses deux bébés. Sa condamnation fut annulée en 2003 après qu'elle eut passé trois années en prison. En 2005, le Conseil de l'Ordre (General Medical Council) exclut Meadow de l'Ordre après avoir découvert qu'il avait présenté des preuves « erronées » et « mensongères » au cours du procès Clark. L'affaire fut portée devant la Haute Cour (High Court of Justice) puis en 2006 devant la Cour d'appel (Court of Appeal of England and Wales) qui estima en dernier ressort que Meadow ne s'était pas rendu coupable de faute professionnelle et ordonna en conséquence sa réintégration dans l'Ordre.